# Grubersmühle
Die Grubersmühle ist ein Anwesen bei Rauschengesees, einem Ortsteil von Remptendorf im Saale-Orla-Kreis in Thüringen.
Sie befindet sich im Sormitztal an der Bundesstraße 90 an der Einmündungen des östlichen Porsitzbachs und des westlichen Gombachs in die Sormitz.
Koordinaten: 50° 30′ 47,2″ N, 11° 31′ 2,9″ O